# Aljaitu Apardi
Aljaitu, Oljai, Oljei o Oljeitu Apardi fou un amir dels apardis aliat d'Amir Husayn que es va posar al servei de Tamerlà el 1369.
Ja consta el 1351 al front dels apardis i dominant el Khuttalan, quan va acompanyar a Qazaghan en l'expedició contra Herat (1351). A la caiguda d'Abd Allah ibn Qazaghan (1359), els amirs Kein Kofru i Oljeitu Itou Apardi (Aljaitu Apardi) es van apoderar de part del Khuttalan i d'Arhanq. El 1365 Oljai Apardi va dirigir l'avantguarda de l'exèrcit d'Amir Husayn i Tamerlà contra els mogols o jats en l'anoemnada batalla dels Tolls o de Laï.
Un personatge esmentat el 1367 com Aljaytu Bugha, quan Amir Husayn va organitzar un exèrcit que es va dirigi a Samarcanda sota el comandament d'aquest amir, podria ser Aljaitu Apardi ja que Aljaitu Bugha (o Oljai o Eltxi Bugha) Sulduz segurament havia mort cap a 1360. Tamerlà que dominava Samarcanda i Xahrisabz va fer un kurultai a la riba del riu Yam i es va decidir que era el més prudent abandonar Samarcanda i Kish. Estant a Taixkent, Tamerlà va rebre informació que Amir Husayn, amb un gran exèrcit (dirigit per Musa Taychi'ut, Shaikh Muhammad ibn Buyan Sulduz i Oljeitu Apardi) havia passat per Kish i estava acampat a Saryelak; va marxar amb Ky Khuseru (Kai Khusraw Khuttalani), contra aquest exèrcit per a un atac sobtat; l'exèrcit d'Amir Husayn fou derrotat.
Aljaitu Apardi apareix com a governador de Kunduz designat per Amir Husayn, però el 1369, quan les coses ja anaven malament per a aquest, es va presentar a Hissarabad on era Tamerlà i es va posar al seu servei amb tota la seva gent. El 1370 va ser un dels que va executar a Amir Husayn després de la conquesta de Balkh per Tamerlà.
Zinde Husham Apardi de Xibarghan (Shaburghan) rebutjava assistir al kurultai del juny del 1370; Tamerlà li va enviar una invitació la qual va encarregar de portar-la a l'amir Aljaitu o Oljeitu Apardi - l'amir més vell de la tribu dels apardi i probablement considerat com una mena de cap honorífic de la tribu- que era parent seu, el qual es va excusar -com a màxim exponent de la tribu no es podia arriscar a fracassar en la tasca- i finalment fou el seu fill Khwaja Yusuf qui la va portar); Zinde la va rebre amb molt de respecte i va dir que acudiria però era fingit i no va fer cap pas. En la seva primera rebel·lió Zinde Hasham Apardi li va demanar a Aljaitu intercedir amb Tamerlà per un arranjament; Zinde va entregar a l'amir Musa Taychi'ut i se li va perdonar la vida. El 1371, en el setge d'Urganj a Coràsmia, Tamerlà va enviar dos divisions per atacar els flancs de l'exèrcit de Husayn Sufi, una de les quals anava manada per Aljaitu i l'altre per Ghiyath al-Din; el cos principal dirigit per Ky Khuseru (Kai Khusraw) Khuttelani es va valer d'aquest moviment per fer l'atac principal. Després de l'expedició de Coràsmia de 1372, els amirs Yadghar Barles, Daud Dughlat i Oljeitu Apardi foren els encarregats de portar a la princesa sufi Khan Zade a Samarcanda; Khan Zade havia estat promesa a Jahangir ibn Timur per segellar la pau.
No es coneix la data de la seva mort però molt probablement fou en la dècada de 1370, i no gaire després de 1374, ja que després d'aquesta data no torna a ser esmentat i era una persona gran.